# Drosophila minuta
Drosophila minuta är en tvåvingeart som först beskrevs av Walker 1853.  Drosophila minuta ingår i släktet Drosophila och familjen daggflugor.
Artens utbredningsområde är USA.